# Thèreval
Thèreval es una comuna nueva francesa situada en el departamento de Mancha, de la región de Normandía.

## Historia
Fue creada el 1 de enero de 2016, en aplicación de una resolución del prefecto de Mancha de 2 de diciembre de 2015 con la unión de las comunas de Hébécrevon y La Chapelle-en-Juger, pasando a estar el ayuntamiento en la antigua comuna de Hébécrevon.

## Demografía
| Gráfica de evolución demográfica de Thèreval entre 1800 y 2013 |
|                                                                |

Los datos entre 1800 y 2013 son el resultado de sumar los parciales de las dos comunas que forman la nueva comuna de Thèreval, cuyos datos se han cogido de 1800 a 1999, para las comunas de Hébécrevon y La Chapelle-en-Juger de la página francesa EHESS/Cassini. Los demás datos se han cogido de la página del INSEE.

## Composición
| Comuna delegada      | Código INSEE | Población (2013) | Superficie (km²) | Densidad (hab./km²) |
| -------------------- | ------------ | ---------------- | ---------------- | ------------------- |
| Hébécrevon           | 50239        | 1139             | 13.39            | 85                  |
| La Chapelle-en-Juger | 50123        | 640              | 15               | 43                  |